# Muriqui (Niterói)
Muriqui é um bairro da Zona Leste da cidade de Niterói. O bairro de Muriqui faz limites com os bairros de Vila Progresso, Rio do Ouro, Jacaré e Maria Paula, e com o município de São Gonçalo pela Estrada Velha de Maricá.

## Demografia
- Área: 5,2 km2

- População: 989 habitantes (IBGE 2000)

## História
Compreendendo as localidades de Muriqui Grande, Muriqui Pequeno e Chibante, o bairro apresenta três vias principais que dão acesso a cada uma destas; e tanto a estrada do Muriqui Pequeno quanto a estrada do Muriqui Grande (estrada Aristides Melo), se encontram com a estrada Velha de Maricá. Apesar da função predominantemente residencial, encontra-se no bairro de Muriqui uma particularidade em relação às suas residências: nelas os moradores desenvolvem também atividades econômicas tais como oficinas e ateliês diversos, produção de conservas alimentares e escritórios de arquitetura, dentre outras. A caprinocultura foi praticada em escala comercial em algumas áreas do bairro (Muriqui Grande), possibilitada pelo tamanho peculiar que possuem as propriedades.